# Саманта Веран
Саманта Веран (на английски: Samantha Verant) е американска писателка на произведения в жанра любовен роман, социална драма, детска литература и мемоари.

## Биография и творчество
Саманта Лий Веран е родена на 18 октомври 1969 г. в Лос Анджелис, Калифорния, САЩ. Завършва гимназия в Чикагската академия за сценични и визуални изкуства, където пее като мецосопран, рисува и учи театрални изкуства. Следва специалност рекламен дизайн в университета „Сиракюз“ в Сиракюз. След дипломирането си пътува много и работи в някои от най-големите рекламни агенции в Чикаго. По-късно развива собствен рекламен бизнес.
На 39 години се оказва безработна и с нещастен брак, което я кара да си спомни пътуването си до Франция преди 20 години и романтичната си среща с чаровния французин Жан-Люк, самолетен инженер, и тяхната 24-часова връзка. Жан-Люк ѝ изпраща седем писма, на които тя така ѝ не отговоря. Решава, че трябва да го намери, да му пише и да се срещнат отново. Срещата изцяло променя живота ѝ, и след поредица от препятствия тя се омъжва за него. Има две доведени деца – дъщеря и син.
Романтичната си история описва в мемоарите си „Седем писма от Париж“, които са издадени през 2014 г. Пред 2017 г. е издадено продължението на мемоарите ѝ за живота ѝ във Франция – разказ за новото начало, културните различия, кулинарните изкушения, малките недоразумения и голямата любов.
Френската кухня я вдъхновява да продължи да пише истории свързани с готварство, ресторантьорство и романтика. В периода 2020 – 2021 г. е издадена поредицата ѝ „Софи Валру“, в която главната героиня, американка родена във Франция, опитва да се наложи в кухнята, да постигне мечтите си и да намери голямата любов.
Саманта Веран живее със семейството си в Куньо, От Гарон, южна Франция.

## Произведения

### Самостоятелни романи
- King of the Mutants (2014)[1]
- The Spice Master at Bistro Exotique (2022)[2][2]

### Поредица „Софи Валру“ (Sophie Valroux)
1. The Secret French Recipes of Sophie Valroux (2020)[1][2]
2. Sophie Valroux's Paris Stars (2021)

### Документалистика
- Seven Letters from Paris: A Memoir (2014) – мемоари[1][2]
Седем писма от Париж, изд.: „Софтпрес“, София (2015), прев. Милена Радева
- How to Make a French Family: A Memoir of Love, Food, and Faux Pas (2017)
Семейство по френски, изд.: „Софтпрес“, София (2017), прев. Силвия Големанова

### Екранизации
- Seven Letters from Paris